# 4D-Cinema (Bellewaerde)
De 4D-cinema is een van de attracties in het Belgische dieren- en attractiepark Bellewaerde. In de cinema wordt een 4D-film vertoond. De attractie werd geopend in 2006 en bevindt zich in het gebouw op het Mexicaanse plein waarin de gewezen animatronicsshow van het park Tico Tico Show vroeger was ondergebracht.
Vele andere grote parken beschikken ook over een 4D-cinema. In tegenstelling tot de meeste andere parken echter, waar met een vaste film wordt gewerkt, verandert Bellewaerde regelmatig van film.
Een overzicht van de gespeelde films:

## Films in het gewone pretparkseizoen

### Fly Me to the Moon (2007 & 2008)
In de seizoenen 2006 en 2007 speelde de film Fly Me to the Moon. Deze film gaat over drie vliegen die stiekem aan boord gaan van de Apollo 11 en zo meevliegen naar de maan.

### Cosmic Coaster - Jett & Jin (2009)
In het seizoen 2009 werden twee films vertoond: Cosmic Coaster en Jett & Jin. Cosmic Coaster gaat zoals de naam reeds doet vermoeden over een buitengewone rit in een achtbaan. Jett & Jin is een fantastische film die gaat over een jongetje (Jett) dat met zijn kat (Jin) in een zelfgemaakt jetpack naar school vliegt.

### Turtle Vision (2010-2014)
Turtle Vision is net als Fly Me to the Moon een film van de hand van Ben Stassen. Turtle Vision speelt sinds 2010 in de 4D-cinema. In Turtle Vision vertelt een oude zeeschildpad over de mens en de natuur. Er is onder andere te zien hoe een lekgeslagen olietanker de zee vervuilt, maar ook hoe vroeger zijn leven eens werd gered door mensen.

### De Kleine Prins (2015 - 2017)
De Kleine Prins is een film gebaseerd op een boek uit 1943, geschreven door Antoine de Saint‑Exupéry. De film in Bellewaerde is een verkorte versie van de animatiefilm van het boek, die in Frankrijk uitkomt in oktober 2015.

### The Son of Bigfoot (2018 - ...)
The Son of Bigfoot gaat over een jongen, Adam, die op zoek gaat naar zijn verloren vader en ontdekt dat het Bigfoot is.

## Films tijdens Halloween Bellewaerde
Voor de halloweenperiode heeft het park twee films, waartussen afgewisseld wordt.

### Haunted House
Haunted House was de eerste film, die vertoond werd tijdens Halloween Bellewaerde 2006 en 2007. In 2011 werd na drie jaar een andere film opnieuw Haunted House vertoond.

### Haunted Mine
Haunted Mine is de tweede halloweenfilm van het park. Hij werd vertoond van 2008 tot 2010, en in 2012 en 2013. De film gaat over een op hol geslagen mijnwagentje.

## Film tijdens Winter Bellewaerde

### Santas Polar Blast
Tot 2009 was tijdens Winter Bellewaerde, een gedeeltelijke opening van het park in de kerstvakantie, de film Santas Polar Blast te zien. Gezien het park na 2009 geen winteropening meer organiseerde bleef dit de enige winterfilm die vertoond is geweest.
Afbeeldingen